# Chris Foy
Christopher Foy (25 gennaio 1983) è un attore australiano.
Ha interpretato il ruolo di Matt Leyland nella serie televisiva della ABC Blue Water High. È inoltre apparso in Home and Away e nel film per la tv Due gemelle in Australia (Our Lips Are Sealed) di Mary-Kate e Ashley Olsen.
Chris ha frequentato la St. Ives High School di Sydney, fino a quando non si è trasferito per seguire la sua carriera da attore anche se dal 2010 risulta inattivo.

## Filmografia

### Cinema
- Due gemelle in Australia (Our Lips Are Sealed), regia di Craig Shapiro (2000)

### Televisione
- All Saints – serie televisiva (2000)
- Alieni in famiglia (Stepsister from Planet Weird), regia di Steve Boyum – film TV (2000)
- Home and Away – serial TV (2001)
- Blue Water High – serie TV (2005)
- The Pacific – miniserie TV (2010)